# Ancylodactylus elgonensis
Ancylodactylus elgonensis (лісовий гекон елгонський) — вид геконоподібних ящірок родини геконових (Gekkonidae). Мешкає в Кенії і Уганди.

## Поширення і екологія
Елгонські лісові гекони мешкають на схилах гори Елгон на південному сході Уганди, в лісах Каймосі і Какамега на заході Кенії, а також в горах Рувензорі на заході Уганди, біля кордону з Демократичною Республікою Конго. Вони живуть в гірських тропічних лісах, на висоті від 1200 до 2200 м над рівнем моря. Ведуть денний спосіб життя.

## Збереження
МСОП класифікує цей вид як вразливий. Ancylodactylus elgonensis загрожує знищення природного середовища.